# Anatolij Kucew
Anatolij Mykołajowycz Kucew, ukr. Анатолій Миколайович Куцев, ros. Анатолий Николаевич Куцев, Anatolij Nikołajewicz Kucew (ur. 20 kwietnia 1959 w Benderach, Mołdawska SRR; zm. 26 czerwca 2016 w Kijowie, Ukraina) – ukraiński piłkarz, grający na pozycji obrońcy, trener i sędzia piłkarski.

## Kariera piłkarska
W 1977 rozpoczął karierę piłkarską w klubie Dnipro Dniepropetrowsk. Nie potrafił przebić się do podstawowego składu, dlatego w 1979 powrócił do Mołdawii, gdzie został piłkarzem Nistru Kiszyniów. Po pół roku został zaproszony do Kołosu Nikopol. Latem 1980 przeszedł do Krywbasu Krzywy Róg. W latach 1982–1983 służył w wojsku, podczas której bronił barw SKA Kijów. W 1984 powrócił do Krywbasu Krzywy Róg. W 1985 zasilił skład Dynama Irpień, który potem przeniósł swoją siedzibę do Białej Cerkwi. W 1988 zakończył karierę piłkarza.

## Kariera trenerska
Po zakończeniu kariery piłkarza rozpoczął karierę szkoleniowca. Najpierw od 1994 pomagał trenować piłkarek kobiecej reprezentacji Ukrainy. W 2001 stał na czele dziewczęcej reprezentacji Ukrainy U-19. W 2007 awansował na stanowisko selekcjonera kobiecej reprezentacji Ukrainy, którą kierował do 2015 roku.

## Kariera sędziowska
Potem również sędziował mecze piłkarskie różnych lig mistrzostw Ukrainy. W 2001 rozpoczął arbitraż meczów Ukraińskiej Wyższej Ligi, w której sędziował do 2004. W swojej karierze 209 razy wychodził na boisko jako główny arbiter meczu. Jako sędzia liniowy obsługiwał 68 meczów. Sędzia kategorii narodowej.
26 czerwca 2016 zmarł w wieku 58 lat.

## Sukcesy i odznaczenia

### Sukcesy piłkarskie
Kołos Nikopol
- mistrz grupy Drugiej ligi ZSRR: 1979

Krywbas Krzywy Róg
- mistrz grupy Drugiej ligi ZSRR: 1981

SKA Kijów
- mistrz grupy Drugiej ligi ZSRR: 1983

### Sukcesy trenerskie
Reprezentacja Ukrainy (kobiety)
- awans do turnieju finałowego Mistrzostw Europy wśród kobiet: 2009